# 368 هـ
368 هـ هي سنة في التقويم الهجري امتدت مقابلةً في التقويم الميلادي بين سنتي 978 و979.

## مواليد
- ابن عبد البر
- أبو الحكم الكرماني

## وفيات
- بختيار بن معز الدولة
- أبو سعيد السيرافي
- أبو غالب الزراري
- الفتكين